# Eurasier
El eurasier, a veces llamado eurasian, es una raza de perro de tipo spitz originaria de Alemania y que se empezó a gestar alrededor de 1960. 
Su creador, Julius Wipfel, quería conseguir un perro que reuniera las mejores cualidades del chow chow y del wolfsspitz, por lo que cruzó ambas razas. Doce años más tarde, introdujo sangre de samoyedo y dio como resultado al perro que conocemos hoy en día como eurasier. La raza fue reconocida por la FCI en 1973.
El eurasier es un perro tranquilo, amable, fiel con su familia, bien equilibrado, vigilante y alerta ante cualquier situación fuera de lo normal. Tiene un gran carácter y es reservado con los desconocidos, pero sin llegar a ser tímido o agresivo.

## Historia

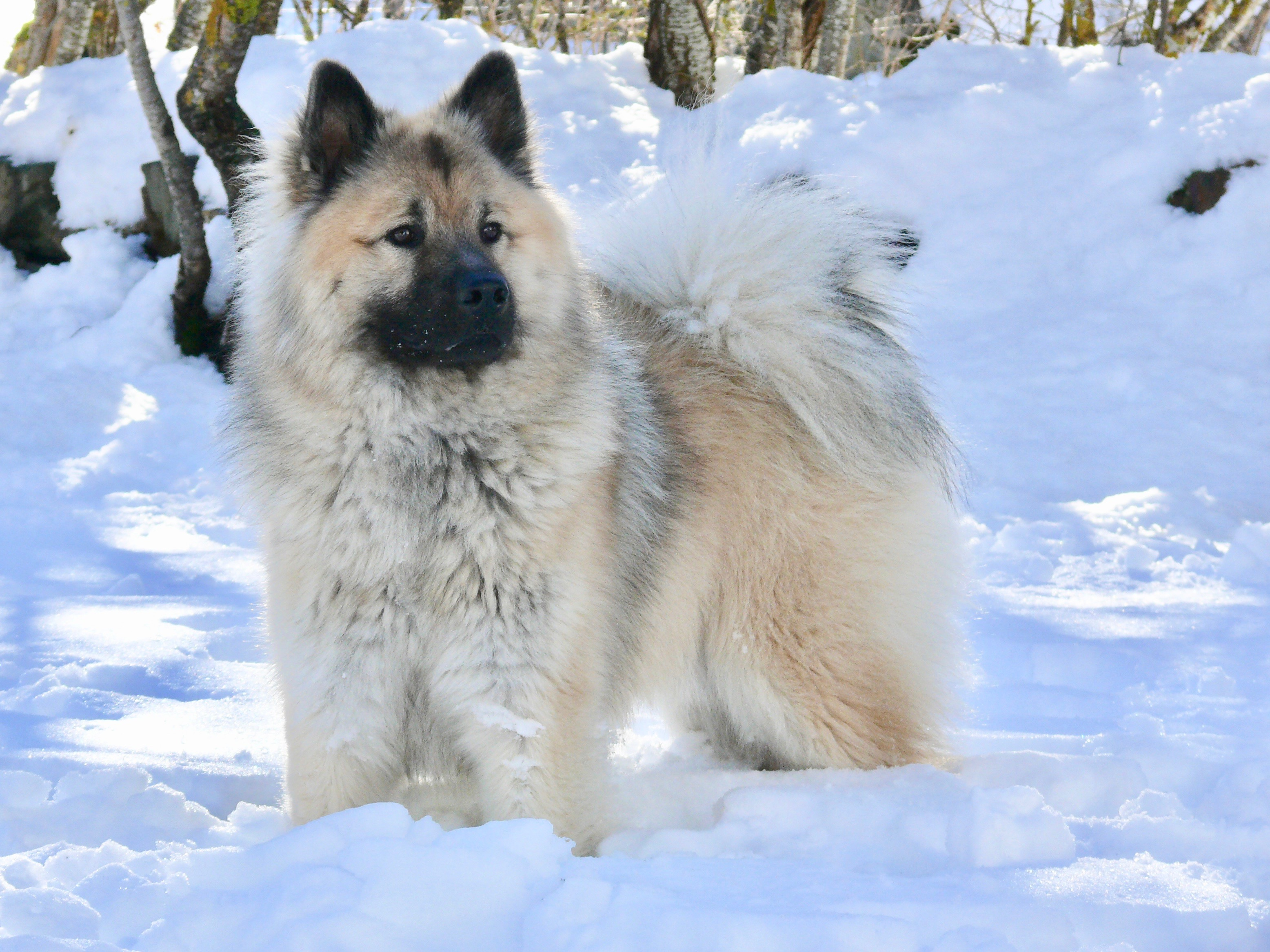
Eurasier adulto.

La historia y la creación de la raza Eurasier está estrechamente vinculada con el nombre de Julius Wipfel. Después que muriese el perro de la familia, llamado "El Canadiense" y del tipo de los perros de tiro, Julius Wipfel comenzó a trabajar intensamente para desarrollar una nueva raza. Se inspiró en los libros escritos por Konrad Lorenz y junto con Charlotte Baldamus y un pequeño grupo de entusiastas, en 1960 en Weinheim, Alemania, inició su plan de cría para el futuro eurasier, cruzando su wolfspitz hembra "Bella" y tres de sus hijas, con tres machos distintos de chow chow. El resultado de estas camadas fue denominado Wolf-Chow.
Posteriormente,  en 1972, decidió contrarrestar la decreciente forma física realizando cruces con un macho de samoyedo, llamado "Cito von Pol" (también llamado "Orion von der Bergstraße"), en total se realizaron 8 cruces.
Durante el proceso de creación de la raza recibieron orientación y asistencia científica de prestigiosos investigadores caninos como Konrad Lorenz o Eberhard Trumler. Erik Zimen describía los eurasiers de aquellos días como «animales muy hermosos, independientes pero afectuosos y apegados a la vida familiar, atentos, nada agresivos, y sin ningún instinto de cazar: el perro de tamaño mediano ideal para la familia». Aconsejó a los responsables a cargo de los programas de cría que dieran prioridad a los rasgos de carácter agradable y no se centraran exclusivamente en ciertos rasgos de la apariencia (como por ejemplo, capa o color). Y se siguió su consejo, ya que todos ellos estuvieron básicamente de acuerdo en que la salud y el carácter eran más importantes que crear uniformidad en la apariencia.
El resultado final es un perro calmado, muy fiel, con un carácter muy equilibrado, buen vigilante y atento sin causar mucho ruido, que ama a la familia y, en especial, a su dueño.

## Origen de la raza
El eurasier es una de las pocas razas cuya la historia puede rastrearse hasta la primera generación. Se han publicado varios libros con la historia detallada de la raza, y Julius Wipfel registró sus ideas de cría para las generaciones venideras. El primer cruce para la creación del eurasier se realizó en 1960, así que con esta raza ha sido posible mantener un seguimiento cercano del progreso de la misma, lo cual es una gran ventaja para criadores y propietarios.
Julius Wipfel nació en la ciudad alemana de Mannheim. Al igual que muchos jóvenes amaba a los animales, particularmente a los perros. Era muy aficionado a los libros de historias sobre expediciones polares y soñaba con tener un perro de tiro (trineo). Durante la Segunda Guerra Mundial, Julius y su esposa Elfriede tuvieron varios perros, todos ellos mestizos, ninguno de pura raza. Después de la guerra, la pareja se trasladó a Weinheim an der Bergstraße, al norte de Heidelberg, y vivió en Leberstrasse. 

### El "Canadiense"
Después de 1945 Alemania estaba bajo el mando de las tropas aliadas, cuando las tropas canadienses estacionadas alrededor de Mannheim se retiraron, dejaron atrás un perro. Algunos dicen que este perro vino desde Canadá, pero no hay ninguna evidencia que apoye esta suposición. El perro, llamado "el canadiense", fue a un refugio de animales en Weinheim. Cuando Julius y Elfriede fueron allí en busca de un perro se lo llevaron a casa. El origen de "el canadiense" era desconocido, pero como parecía un perro de trineo Wipfel decidió llevárselo a casa. Wipfel describió el perro como «algo intermedio entre un perro esquimal y un samoyedo». El perro era negro, tenía el cráneo como el de un lobo y las orejas bastante erguidas. Durante los primeros tres días el perro se adaptó correctamente a la vida en casa de los Wipfel, aunque a veces se mostró irritable con los miembros de la familia y hostil con los extraños. Sin embargo, resultó ser un gran amigo y compañero fiable para su hijo Rodolfo, quien en ese momento era tan solo un niño.
Este perro fue el motivo de la creación de una nueva raza. En su libro Eurasier, Wipfel escribió casi líricamente sobre "el canadiense": «El perro era muy inteligente y tenía un comportamiento indomable y peligroso. Aullaba como un lobo y mataba a cada animal pequeño que se cruzaba en su camino. Lo amamos», escribió Wipfel pese a que el perro fue un "diablillo" hasta su muerte.
Después de su muerte, Wipfel y su esposa buscaron otro perro que se le asemejase, y la wolfspitz "Bella von der Waldmühle" hizo de sustituta de "el canadiense". El wolfspitz gris es una de las razas de perro más antiguas de Europa. La apariencia de Bella recordaba a los Wipfels a su primer perro, pero Bella tenía mucho mejor temperamento. Criaron varias camadas pero, tras la guerra, fueron introducidas muchas razas nuevas en Alemania y los wolfspitz fueron bastante ignorados. Julius y Elfriede no podían quitarse de la cabeza al "canadiense", pues les había dejado una impresión inolvidable. Un día Elfriede dijo: «Vamos a criar un perro para nosotros mismos, que se parezca a Bella y a nuestro canadiense».
Después de la Segunda Guerra Mundial, Wipfel devoraba los libros de Konrad Lorenz', y un tema que atrajo particularmente su interés fue el cruce accidental entre chow chow y pastor alemán. El temperamento de los cachorros de esta camada llamó la atención de los Wipfels. Estuvo estudiando genética, realizando ensayos con aves enjauladas y silvestres, así como con la cría de ratones con un alto porcentaje de endogamia.

### Primeros cruces (Wolf-Chow)
Después de mucho pensarlo y estudiarlo, Wipfel decidido aparear a "Bella" con un chow chow, una de las razas más antiguas del mundo. Su teoría era que los chow-chow también tenían los genes más primitivos. No estuvo solo en la toma de esta decisión y también fue aconsejado otros de que la elección del chow-chow era adecuada. La anatomía de los wolfspitz y chow-chow se corresponden: el material genético de los chow-chow y la experiencia positiva criando wolfspitz le convencieron de que su elección era la correcta.
En su esquema genealógico, Wipfel mostró que los chow-chow y wolfspitz estaban en el mismo nivel que los descendientes de los Canis Farcoliaris Palustris, perros primitivos de las turberas, y los Canis Familiaris Palustris, otros perros de las turberas de tipo spitz. Sin embargo, había un largo camino por recorrer. «Fue una verdadera batalla en la que aparecieron todas las cualidades negativas del Homo Sapiens: la envidia, los celos y el comportamiento pedante.»
Al principio, Wipfel nombró a su raza wolf-chow. A los seguidores de la raza chow-chow no les gustaba nada ese nombre, pero Wipfel definió su objetivo de la siguiente manera: «Debe ser un tipo de perro polar en colores agradables y atractivos. El perro debe ser suficientemente diferente a otras razas y, por último pero no menos importante, debe poseer un temperamento atractivo, adaptado a las circunstancias». Wipfel también escribió un estándar de raza provisional.
| Hembras wolfspitz         | Machos wolfspitz         |
| ------------------------- | ------------------------ |
| Bella von der Waldmuehle  | Arocco vom Felsensteig   |
| Annet von der Bergstrasse | Ko-San-Lo Pollo-Pong     |
| Asta von der Bergstrasse  | Igor von Kwy-Chu-Florian |
| Anka von der Bergstrasse  |                          |

Los machos eran de porte atlético y color rojo o negro y las cuatro hembras eran de figura esbelta y manto gris. Wipfel sabía que de estos cruces se producirían varios tipos de perros. Aparte de los "Mischtypen" (Tipo I, mezclas), cada camada tuvo otros dos tipos, totalmente diferentes. Wipfel, sorprendido, los nombró como "Wolf-Dingo" (Tipo II) y "Tipo Polar" (Tipo III).
La mayoría de los ejemplares eran mezclas de tipos y no podían ser utilizados para la cría. Del tipo Wolf-Dingo surgieron ejemplares en varios colores, pero no resultaron apropiados como perros de familia ya que habían vuelto al tipo ancestral. Sin embargo, el Tipo III, "Tipo Polar", estaba presente en todas las camadas. Su manto era rojo amarillento y, una vez adultos, mostraron las características descritas en el estándar de la raza. Fue entonces cuando Wipfel escribió: «Sólo el Tipo III es el adecuado para la cría».

### Endogamia
Desde la primera camada (el 22 de junio de 1960) hasta 1972, Wipfel tuvo unos 20 criadores bajo su supervisión, algo necesario para el desarrollo de la raza en la dirección adecuada. Sin embargo Wipfel vio surgir otros tipos de criadores y decidió que solo se permitiría a los "machos tipo" aparearse con las hembras. Su decisión fue la correcta, porque casi de inmediato mejoró el tipo, lamentablemente al mismo tiempo aumentó el porcentaje de endogamia. Por aquella época, recibió críticas sobre el modo en que se estaba desarrollando la nueva raza, así que ante el miedo a no poder cumplir su sueño, Wipfel, desesperado, contactó con el Instituto de Animales de Cría y Genética en la Universidad de Göttingen, a los que facilitó abundante información sobre sus planes de cría. La doctora Ruth Gruhn le respondió indicándole que estaba muy interesada en el Wolf-Chow, afirmándole: «Es una lástima que su acervo genético se basase en un macho. De los libros, y también de mi propia experiencia, sé que los perros no son muy sensibles a la endogamia. Así que, después de todo, tampoco es ninguna tragedia». Ruth Gruhn le aconsejó entonces centrarse en la endogamia dividiendo las perras disponibles en cinco grupos. Estos grupos debían ser apareados por cinco sementales diferentes. También le desaconsejó los cruces entre miembros de una misma camada.
En su carta al Instituto, Wipfel había preguntado también si existía una relación entre el color rojo y el tipo deseado. La doctora Gruhn le respondió que, en su opinión, la combinación de colores y el tipo de camadas fue solo una coincidencia. Y que si le gustaba este color, se debía, a expensas de tipo, a la elección del macho y sus posteriores selecciones.

### Samoyedo y nueva raza (Eurasier)
Tras haber criado más de 200 Wolf-Chow, la raza necesitaba un nuevo cruce para establecer el tipo III, "Tipo Polar", distanciandose más del tipo Wolf-Chow. Wipfel contactó con Konrad Lorenz. Ambos eran de la opinión de que la raza debía ser mejorada mediante el uso de un samoyedo, un perro de trabajo que es incansable, amable y al que se le satisface fácilmente. En 1972, cinco hembras de Wolf-Chow se aparearon con un Samoyedo blanco, llamado "Cito von Pol" también conocido como "Orion von der Bergstraße", Wipfel se sorprendió de que todos los cachorros nacidos fuesen negros. Otra sorpresa fue también que el prestigioso Konrad Lorenz solicitó uno de los cachorros.
Fue entonces cuando Wipfel le dio a la raza su nuevo nombre, Eurasier, principalmente debido a que el FCI no aceptó el nombre de Wolf-Chow. El significado del nombre es simple, ya que el Eurasier debe su existencia a razas europeas y asiáticas.

## Carácter
El eurasier es un perro muy noble, tranquilo, muy equilibrado y de gran carácter. Correctamente educado y guiado se convierte en el perro perfecto para la familia, siempre vigilante y alerta ante cualquier peligro. Muy apegado a sus dueños, es reservado y desconfía de los extraños pero sin llegar a ser tímido o agresivo. Los machos principalmente son unos excelentes perros guardianes a la vez que grandes perros de compañía.
De cachorro es juguetón y algo travieso, pero sin ese comportamiento destructivo de otras razas, debido principalmente a su menor pulsión de presa. De mayor se vuelve más reservado y calmado, pero muy apegado a sus dueños. Al igual que le ocurre a otras razas con el mismo estadio de neotenia, es un perro independiente, capaz de tomar decisiones por sí mismo y muy jerárquico, respeta únicamente al dueño(s), por lo que se deben tratar con rectitud y firmeza, sin exceso de mimos. Debido a su neotenia, es muy poco ladrador, y salvo para avisar de algún peligro muy raramente se le oye ladrar. También es muy limpio y como otras razas de tipo spitz emite mucho menos olor corporal.

## Colores

Negro y fuego
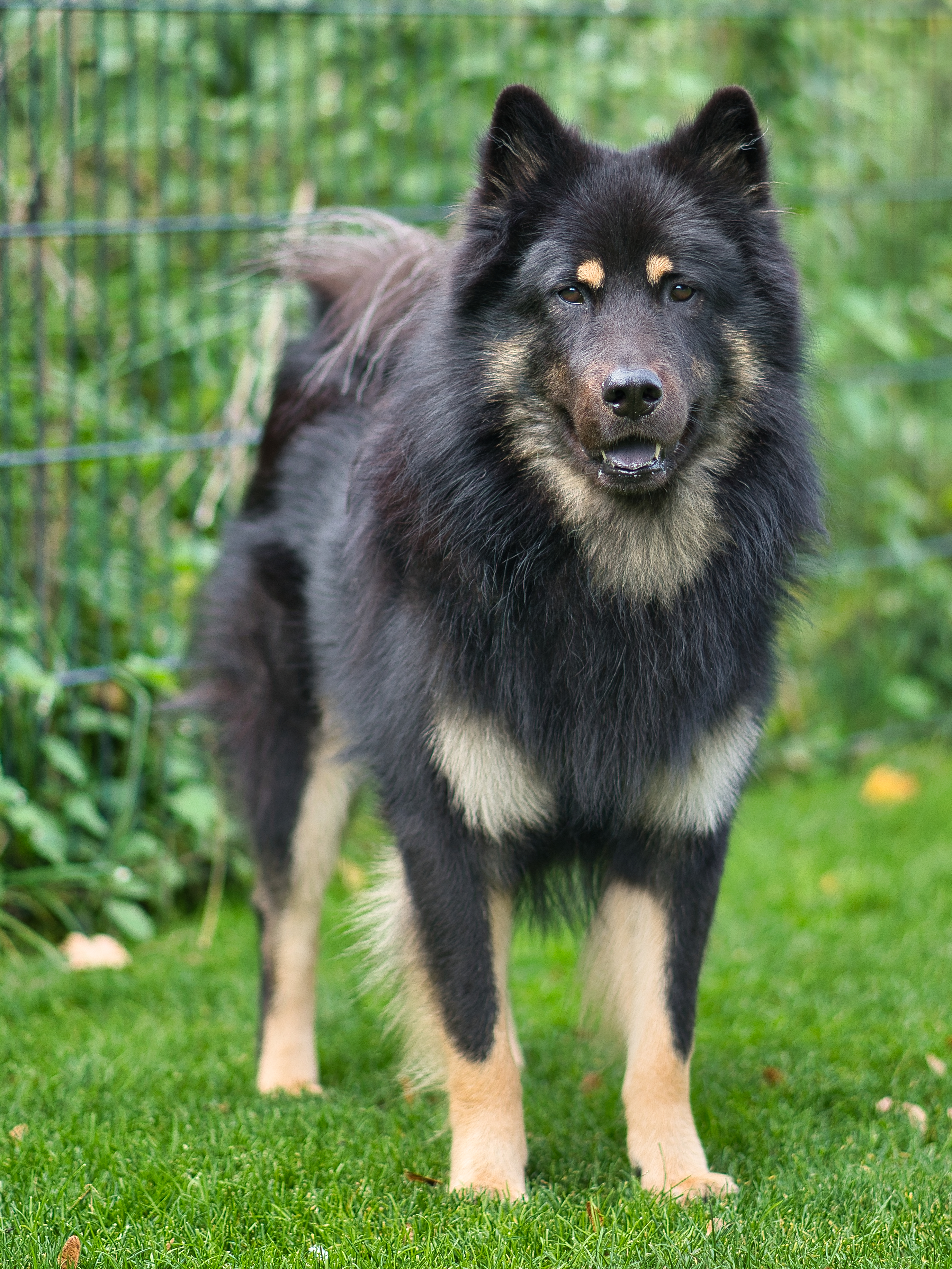
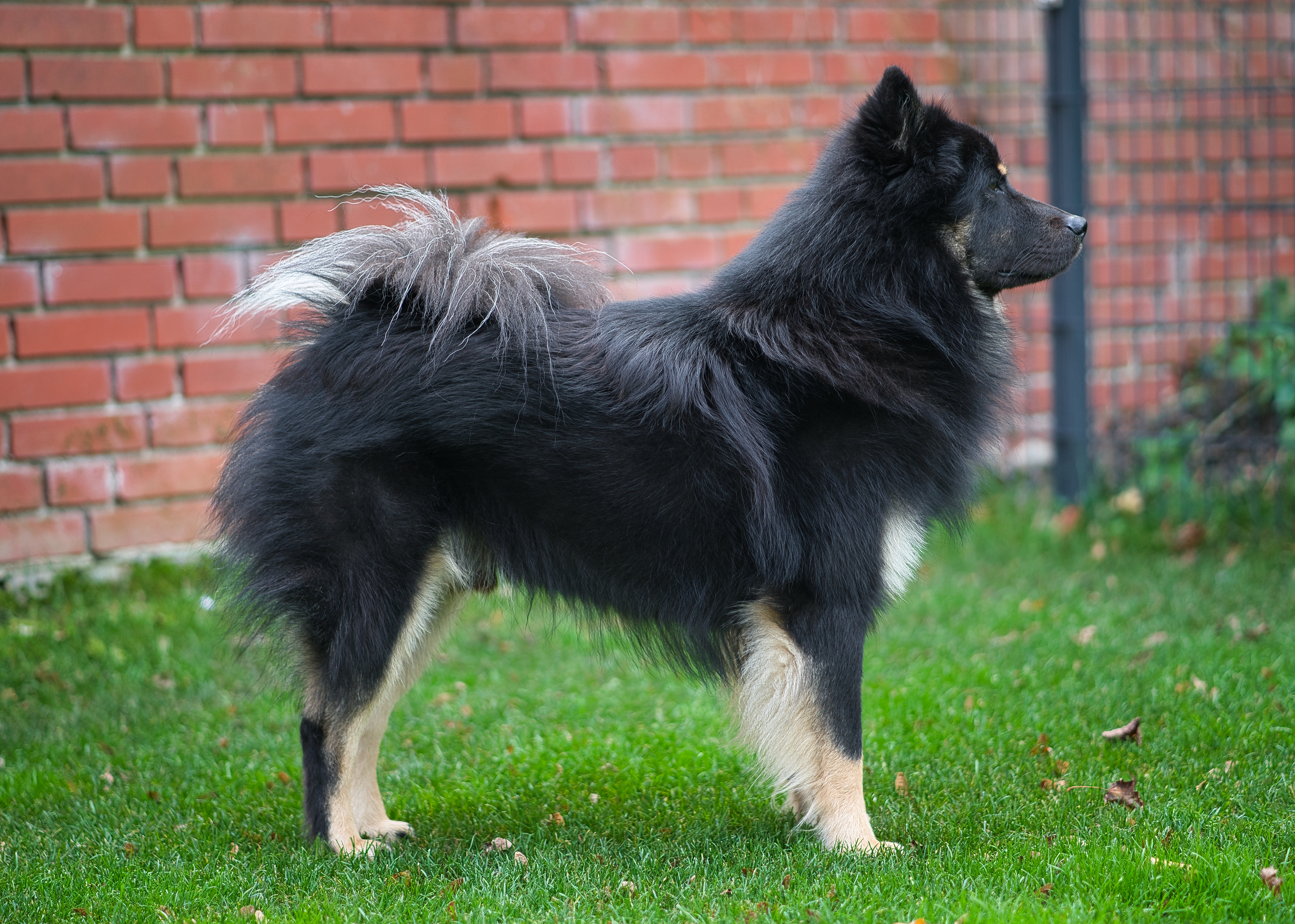